# Eschenbach (Württemberg)
Eschenbach är en kommun i Landkreis Göppingen i regionen Stuttgart i Regierungsbezirk Stuttgart i förbundslandet Baden-Württemberg i Tyskland.  Eschenbach har cirka 2 100 invånare.
Kommunen ingår i kommunalförbundet Voralb tillsammans med kommunen Heiningen.